# Kigelia africana
Kigelia africana (Lam.) Benth. es una especie de árbol de la familia de las bignoniáceas.

## Distribución geográfica
Es un árbol conocido de Senegal que se encuentra también en Tanzania, Mozambique y los humedales en el oeste de Kenia, hasta al norte de Sudáfrica, donde lo llaman afrikaners worsboom, también se pueden encontrar algunos ejemplares al norte de Perú en las ciudades de Piura y Tumbes, utilizadas con fin ornamental. En la región se le conoce con el nombre de "matacojudos" o "mataquijanos".

## Descripción
Árbol de tamaño medio (10 a 15 m), con amplias y grandes hojas pinnadas con 8 a 10 folíolos ovalados de 30 cm de longitud. Estas hojas son perennes o caducifolias, dependiendo del clima donde crece. Sus grandes flores acampanadas con 5 pétalos emiten un olor nauseabundo y produce frutos secos. El olor atrae a los murciélagos que la polinizan. Dan lugar a grandes racimos de fruta marrones colgantes. A menudo, se considera que el contenido de sus fibras no es comestible para los seres humanos, pero a nivel local se comen cocidos. Por la forma característica de sus frutos la kigelia africana es también conocida como "árbol de las salchichas".

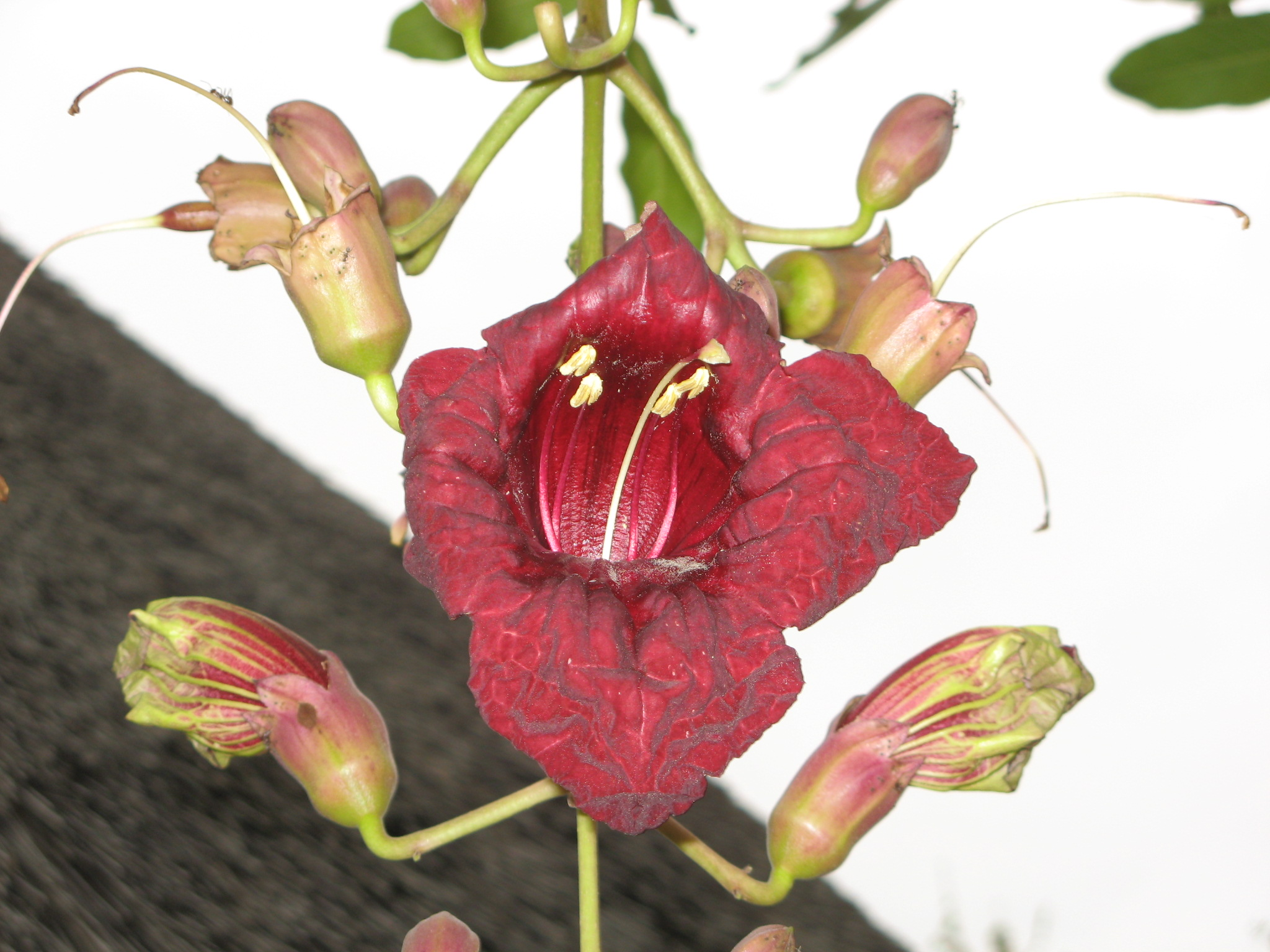
Flor de kigelia.

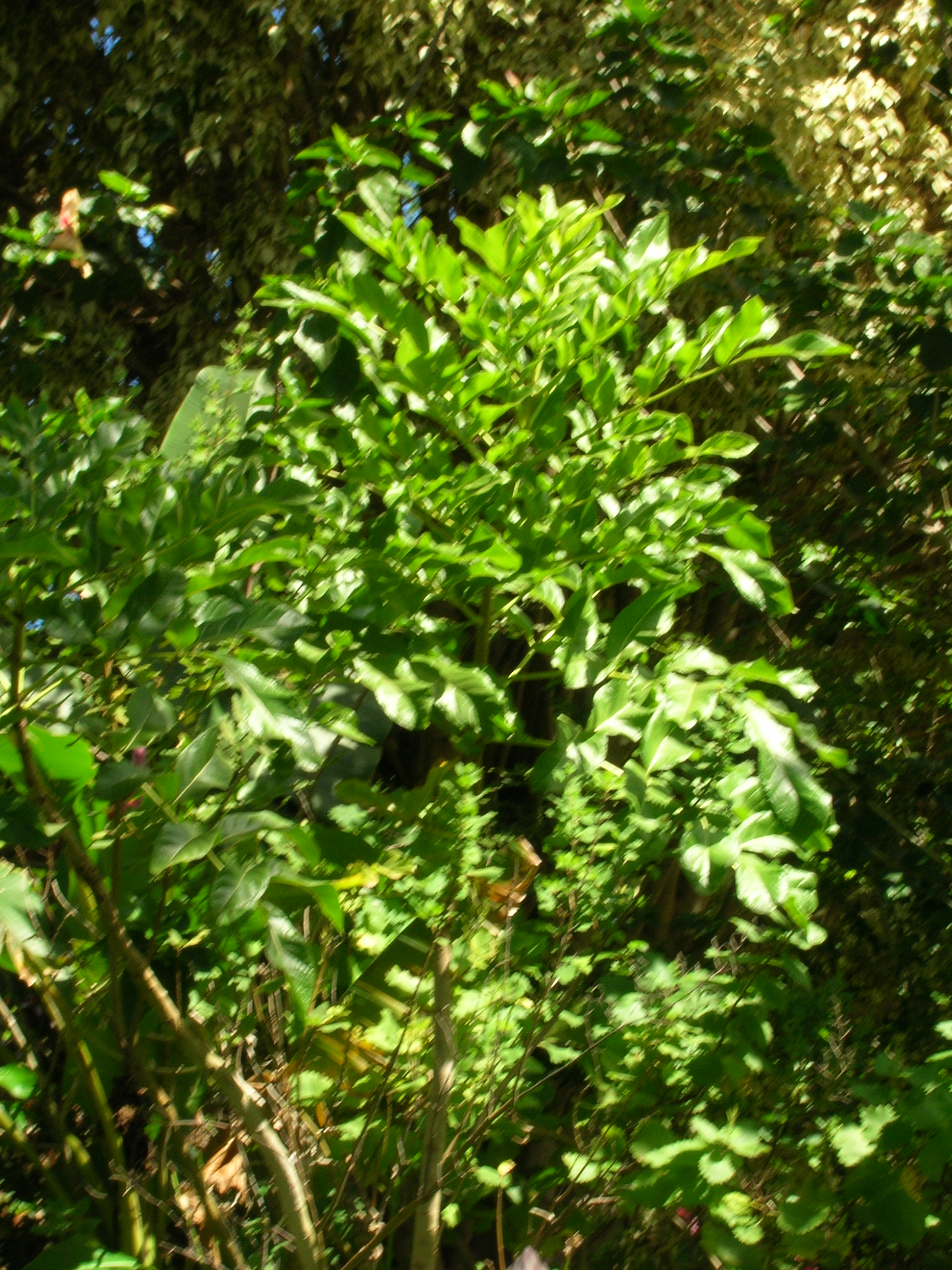
Vista de la planta

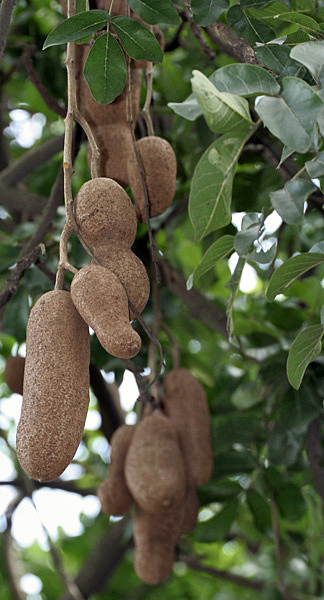
Frutos

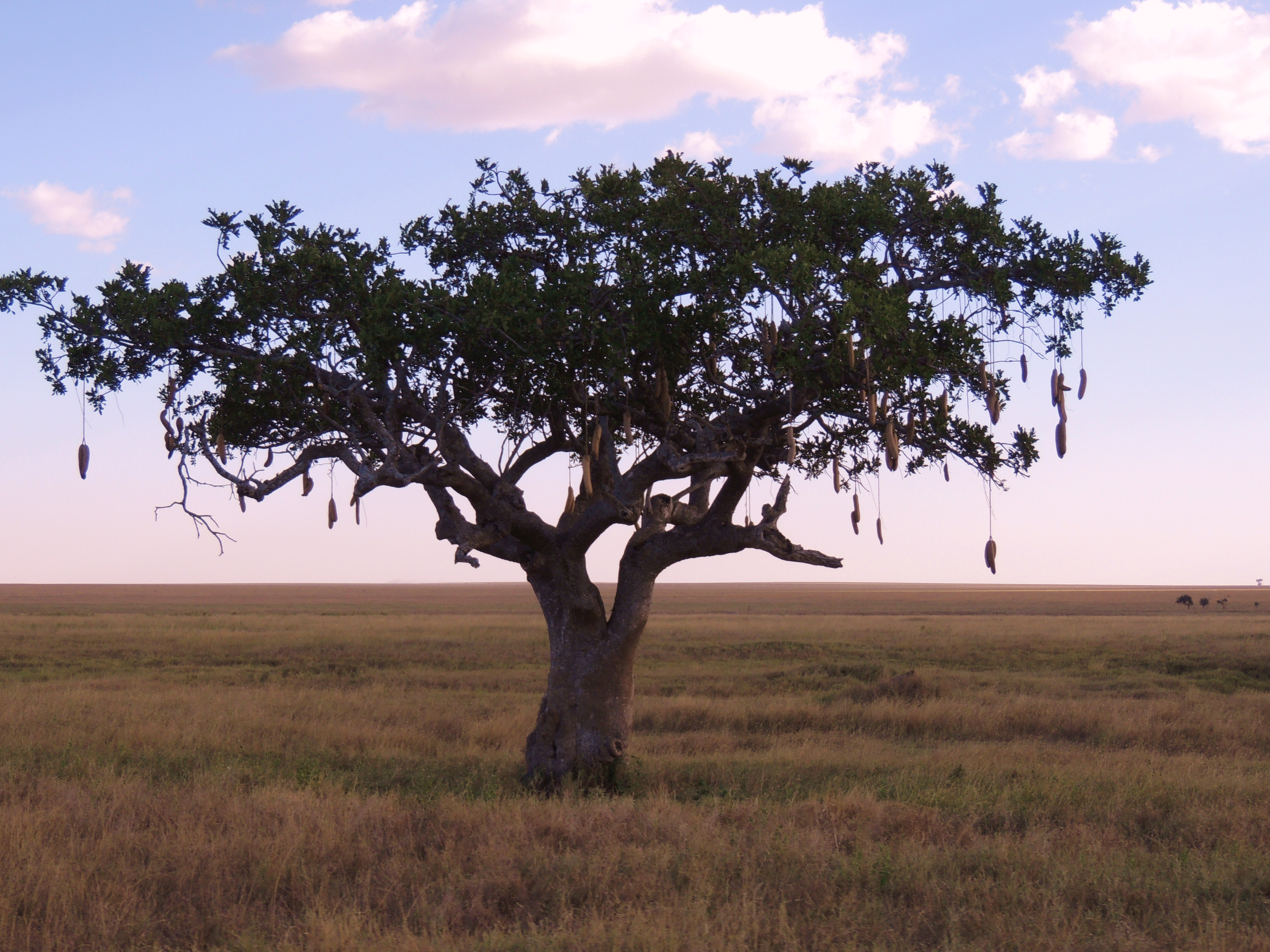
En su hábitat

## Ecología
Polinización. Las flores, de color rojo, se abren por la noche y despiden mal olor. Son polinizadas por murciélagos que las identifican por el olor y por el hecho de que cuelgan hacia abajo en los árboles, dando la impresión que son sus semejantes. Su coloración roja evita que las vean los insectos, incapaces de percibir esa longitud de onda.
Dispersión. Sus frutos son tan duros que deben ser ingeridos por los elefantes para que se puedan dispersar las semillas.

## Usos
Además de ser un alimento o tener un uso decorativo (introducido en algunos jardines), se utiliza en África a partir de la pulpa de sus frutos para fortalecer y tonificar la piel del pecho femenino (pectorales).  Este árbol produce flavonoides. Los aceites esenciales contribuyen al mismo efecto. Su corteza es conocida localmente como recurso efectivo contra mordeduras de serpientes y dolor de muelas o de estómago.
Los masái utilizan también la pulpa de la fruta fermentada para hacer una cerveza muy fuerte.

## Taxonomía
Kigelia africana fue descrita por (Lam.) Benth.  y publicada en Niger Flora 463. 1849.
Sinonimia
- Crescentia pinnata Jacq.
- Kigelia abyssinica A.Rich.
- Kigelia acutifolia Engl. ex Spreng.
- Kigelia aethiopica Decne.
- Kigelia aethiopum (Fenzl) Dandy
- Kigelia elliottii Sprague
- Kigelia elliptica Sprague
- Kigelia impressa Sprague
- Kigelia pinnata (Jacq.) DC.
- Kigelia spragueana Wernham
- Kigelia talbotii Hutch. & Dalziel
- Kigelia tristis A.Chev.
- Sotor aethiopiumm Fenzl
- Tanaecium pinnatum (Jacq.) Willd.
- Bignonia africana Lam.
- Kigelia angolensis Welw. ex Sprague
- Kigelia erytraeae Mattei
- Kigelia ikbaliae De Wild.
- Kigelia lanceolata Sprague
- Kigelia moosa Sprague
- Kigelia somalensis Mattei
- Sotor aethiopiumm Fenzl
- Sotor aethiopum Fenzl
- Tecoma africana (Lam.) G.Don
- Tripinna africana (Spreng.) Voigt
- Tripinnaria africana Spreng.[2]

## Galería

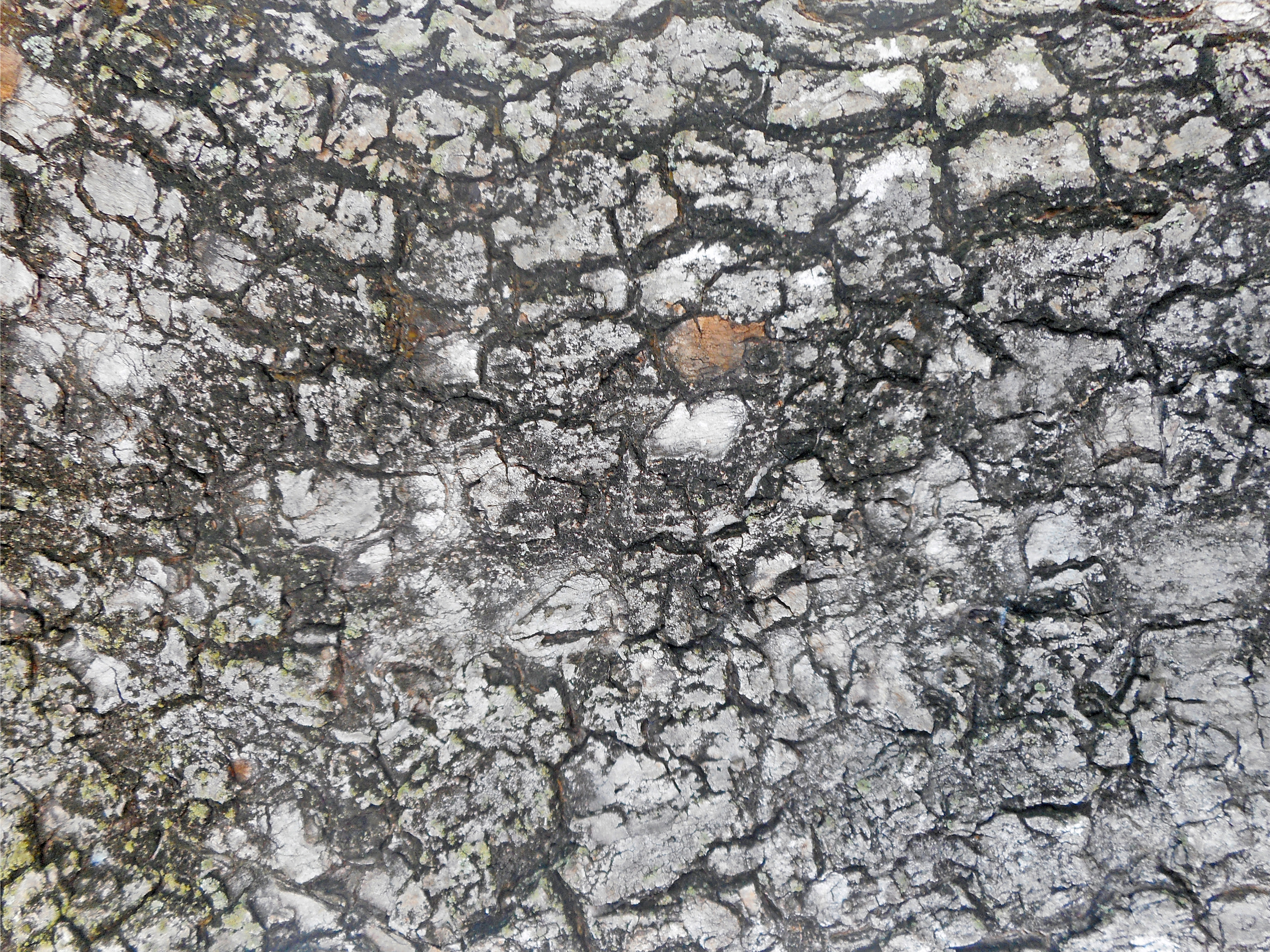
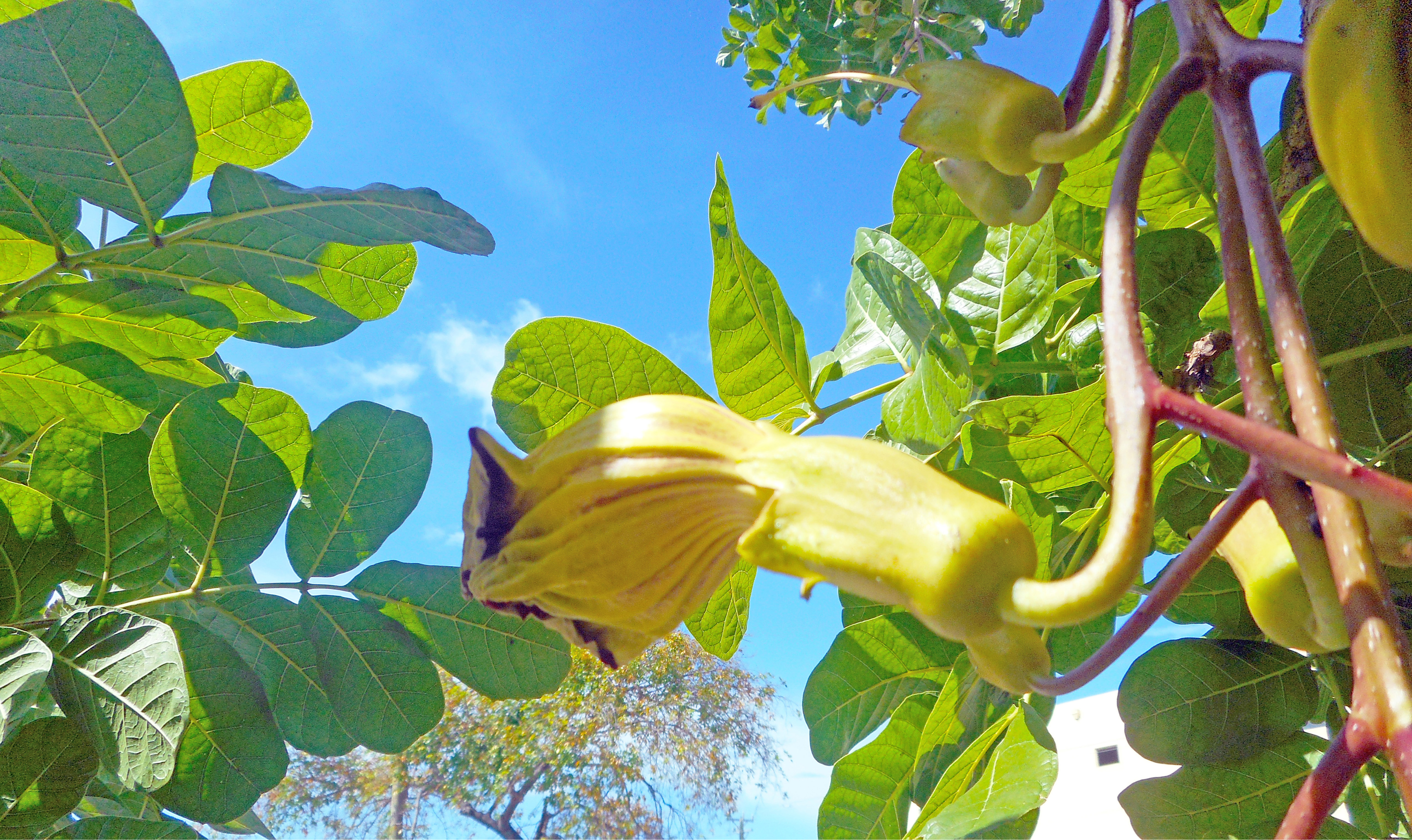
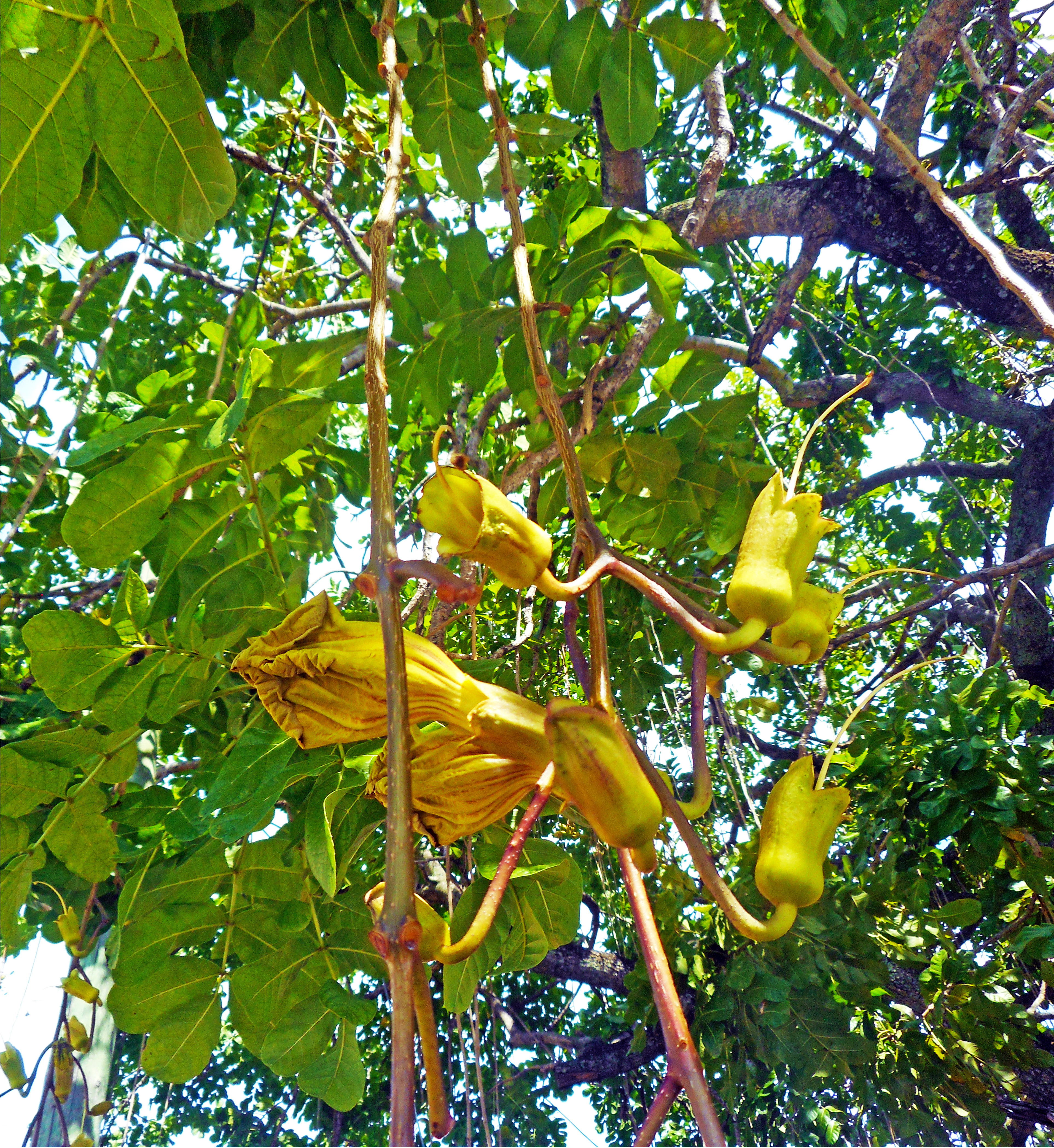
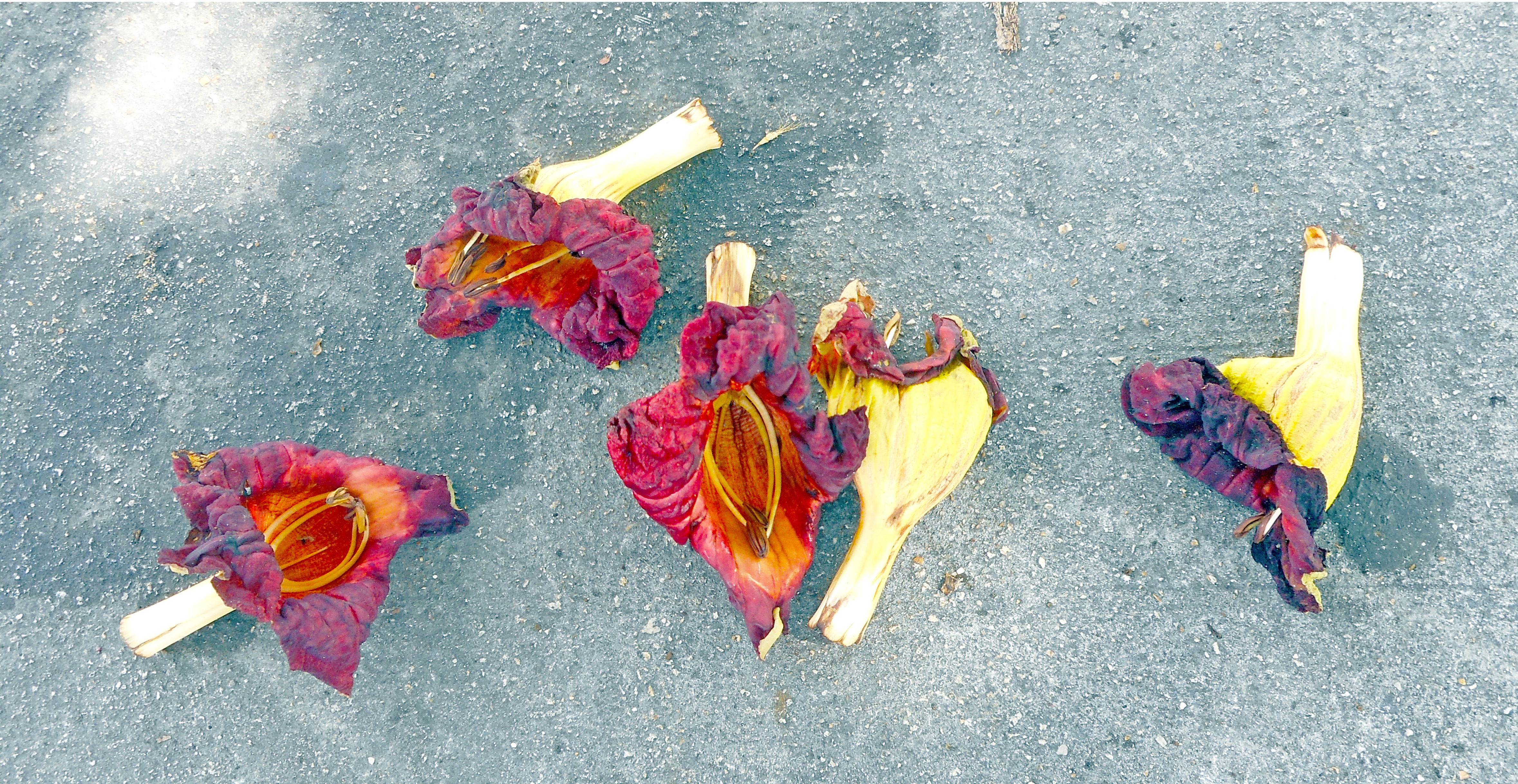
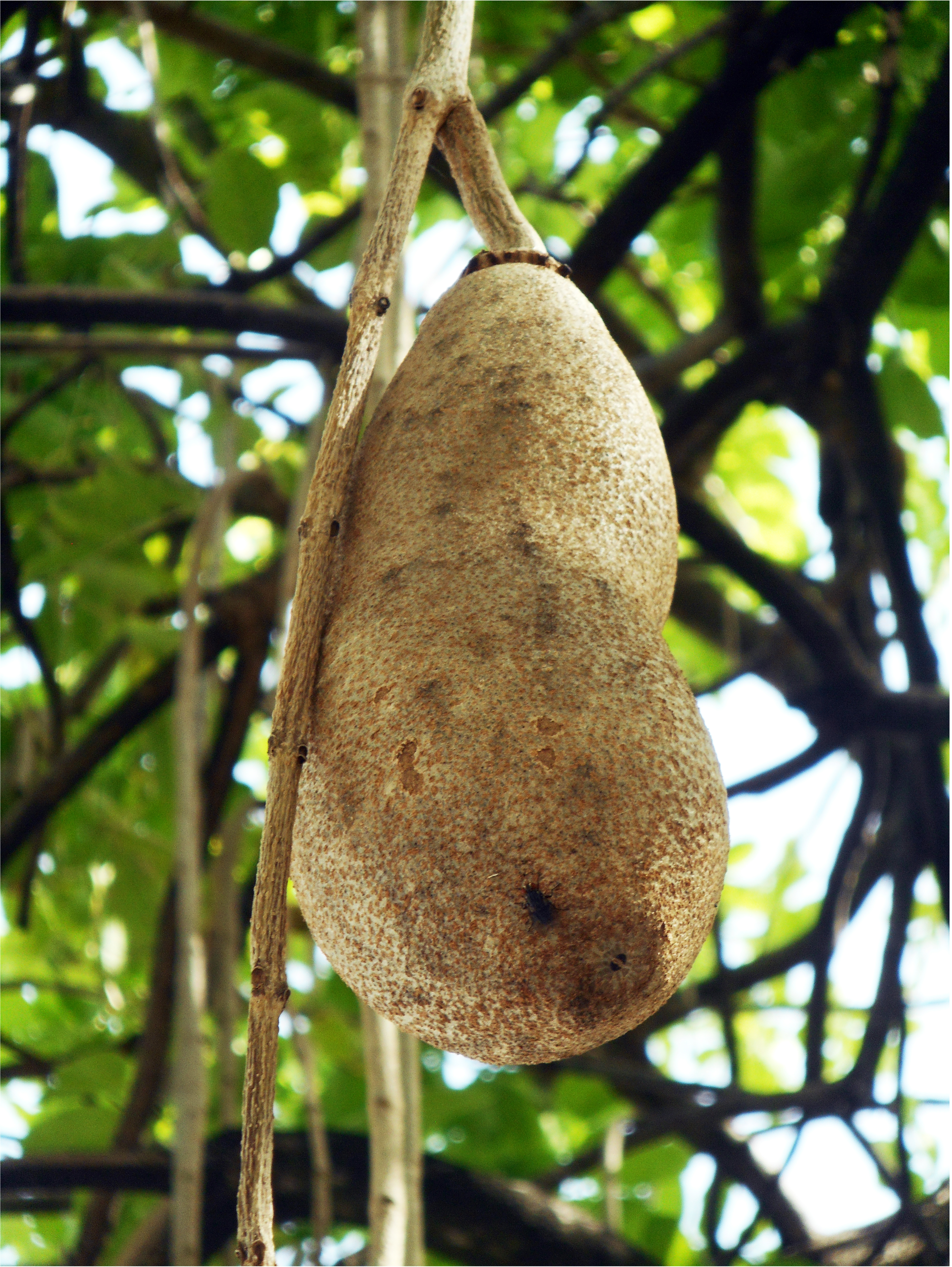
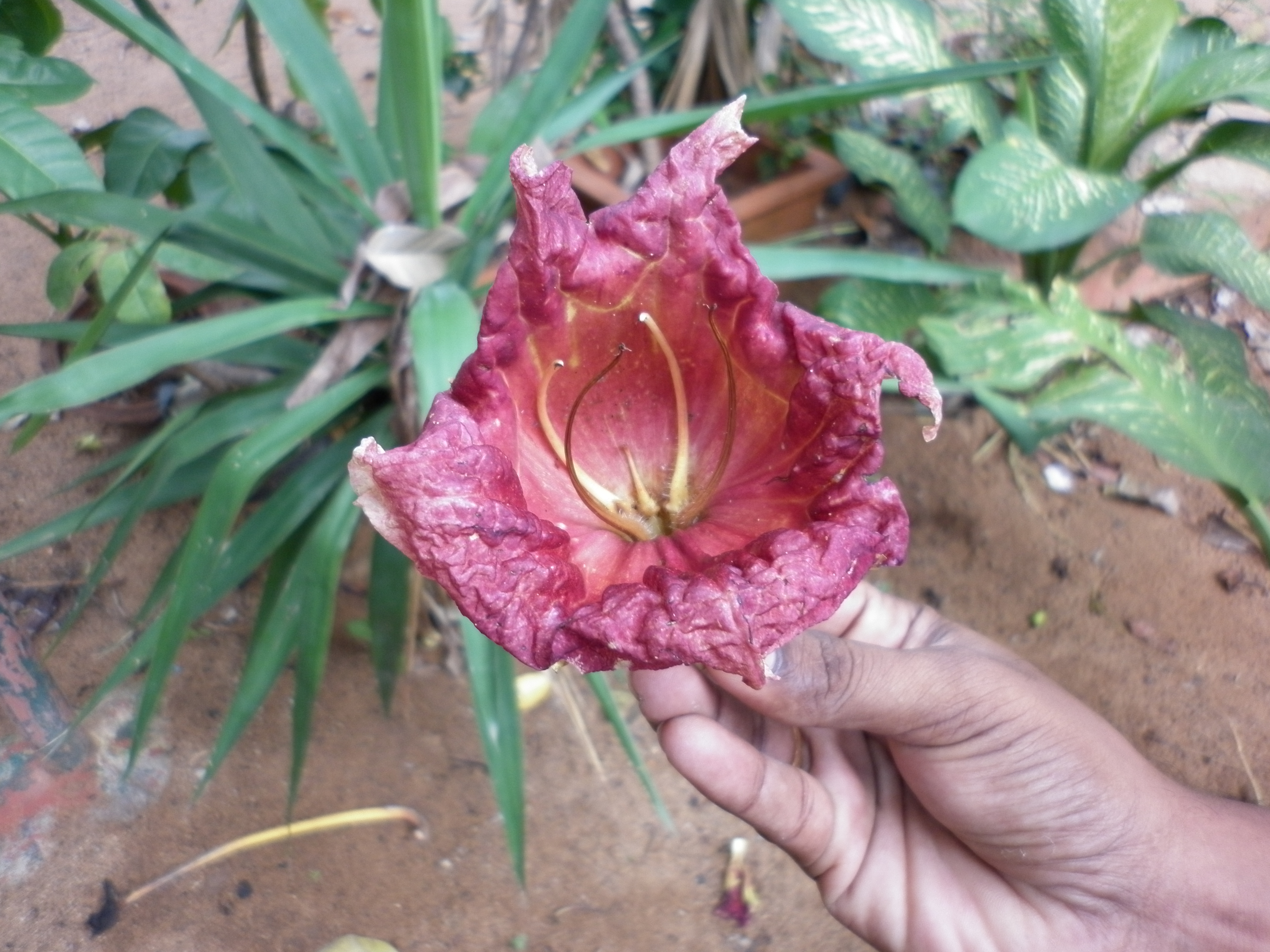
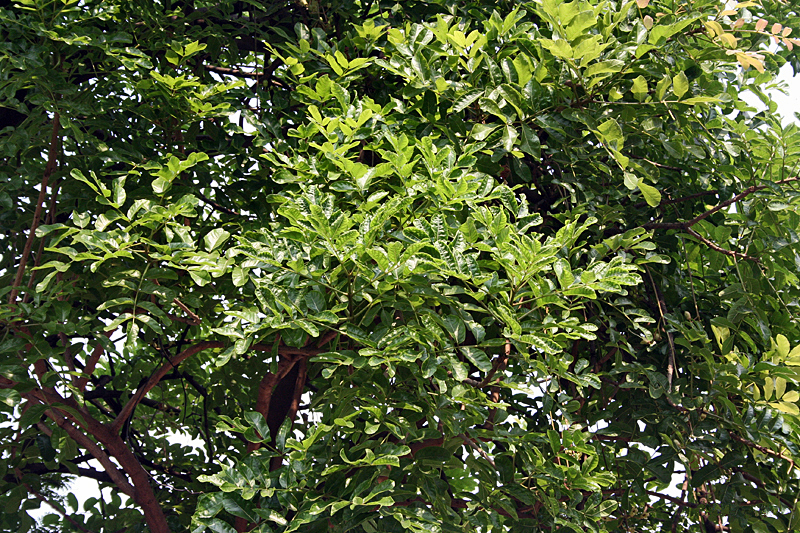
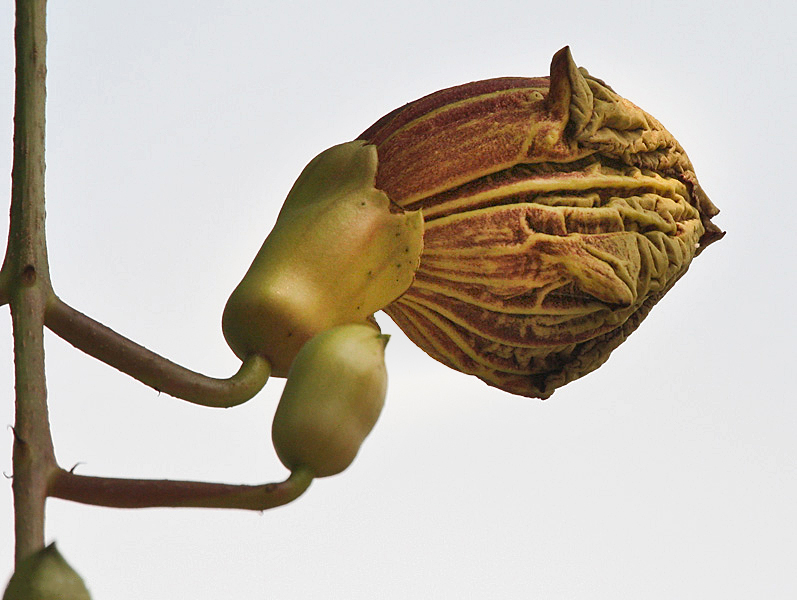
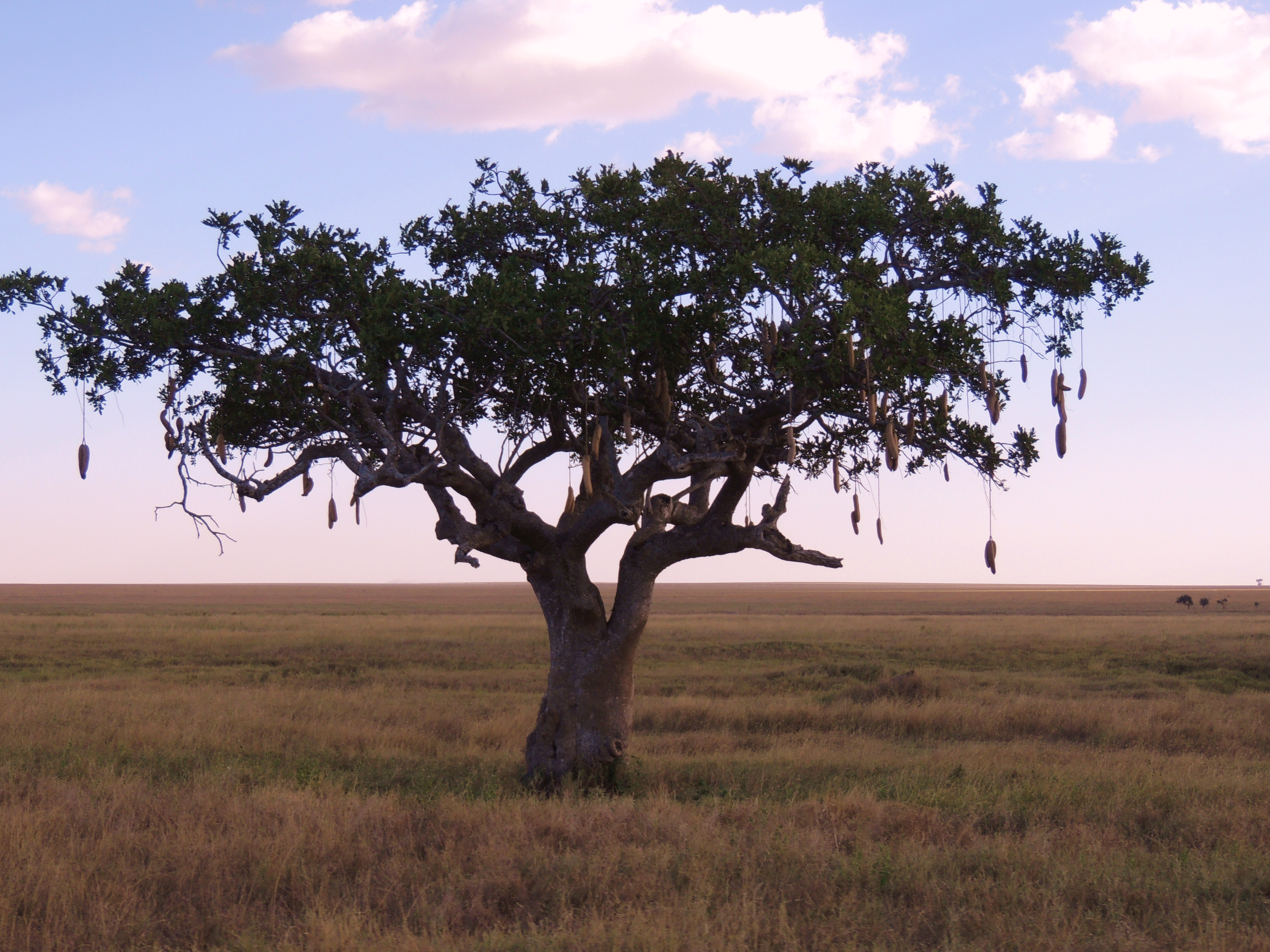
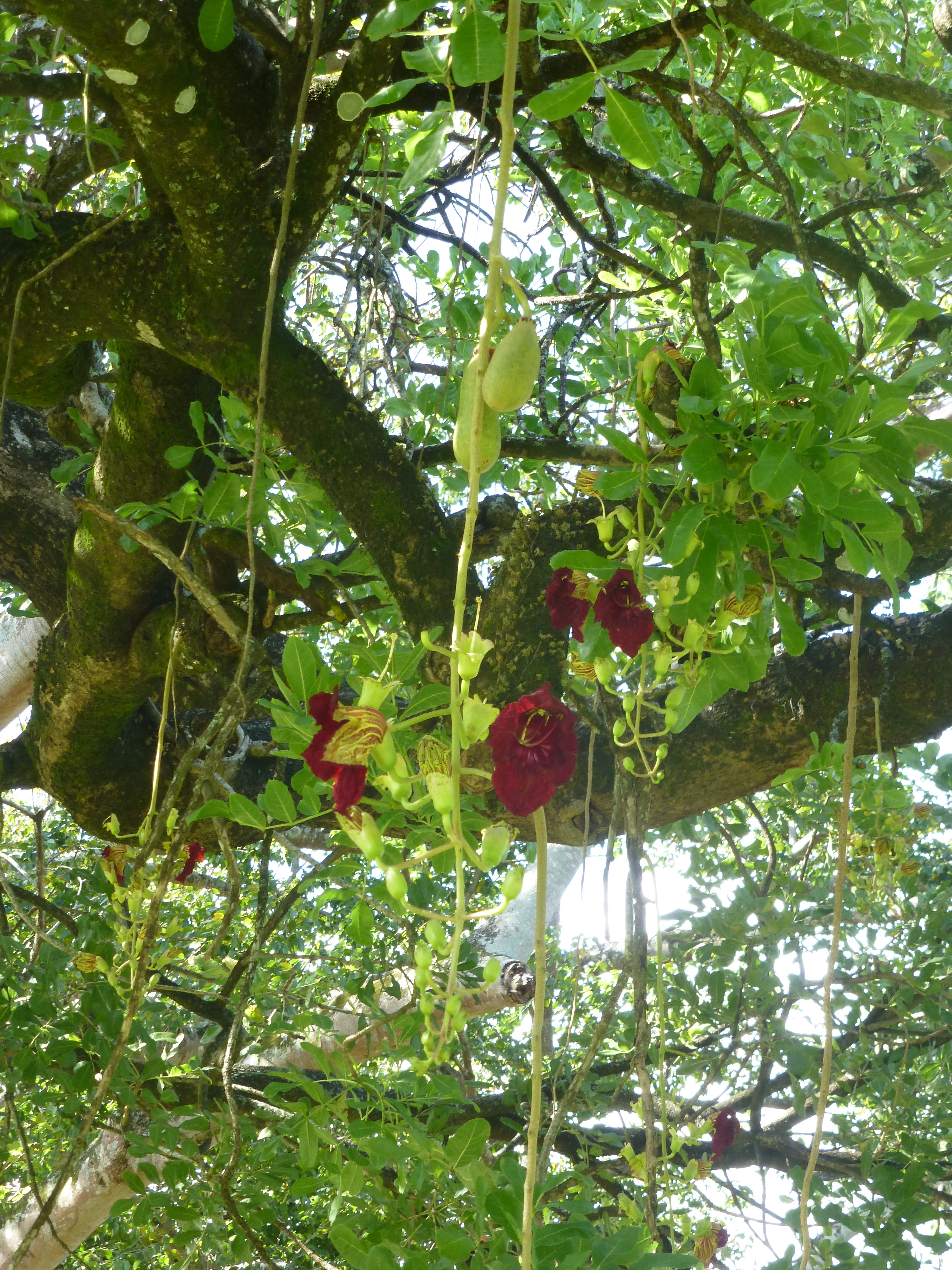
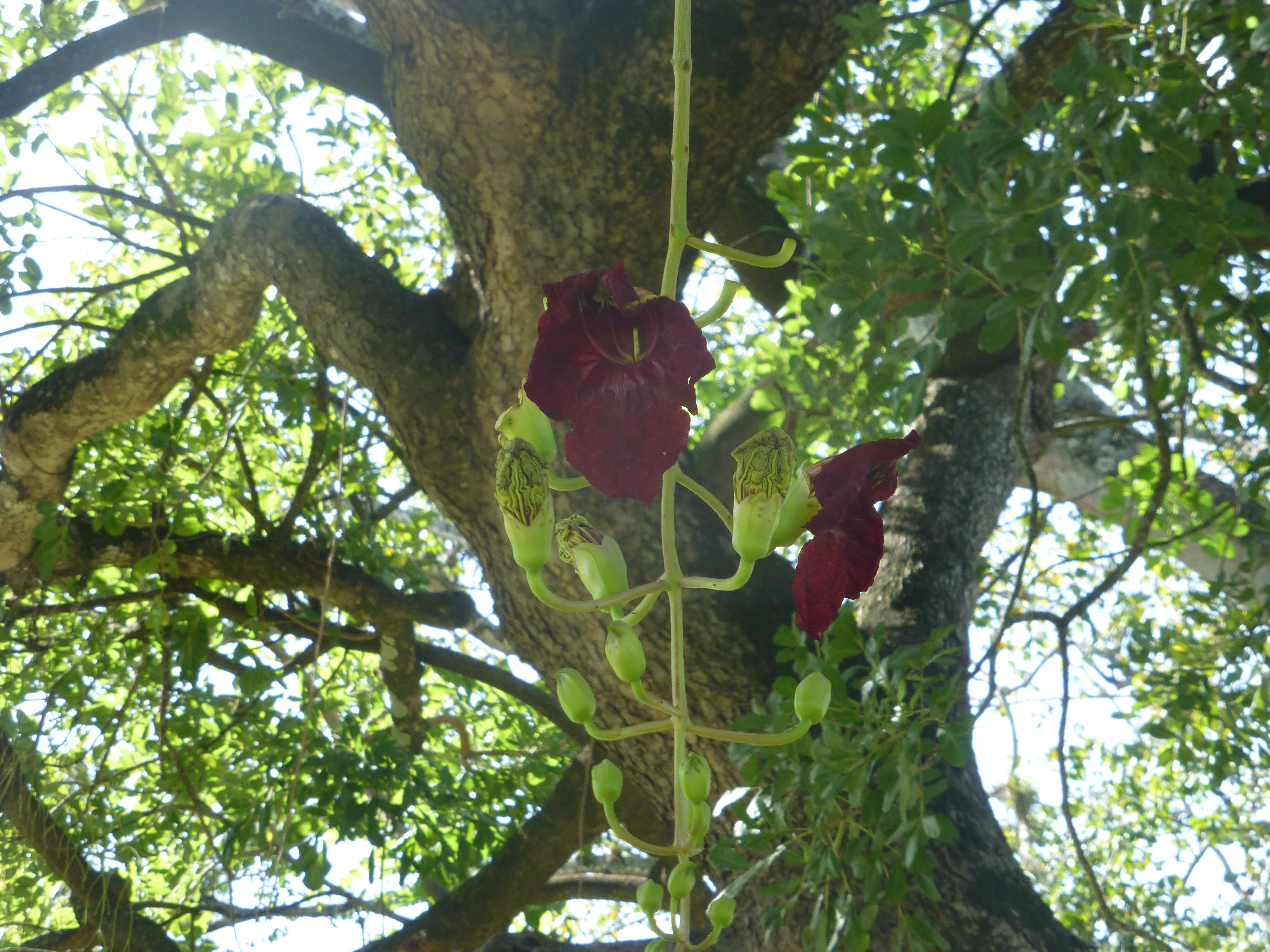
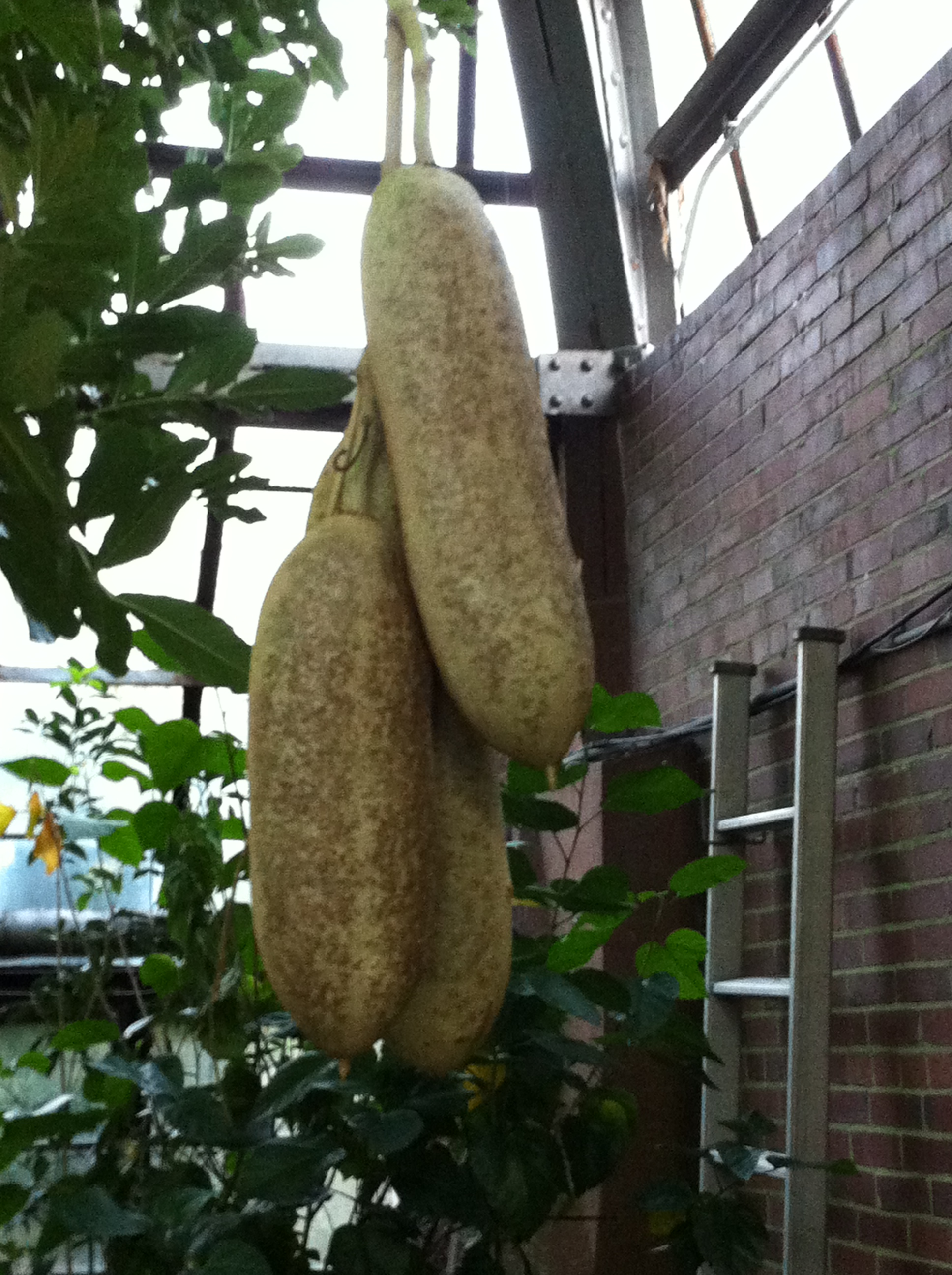